# Autoestrada A21
Die Autoestrada A21 ist eine Autobahn in Portugal. Die Autobahn beginnt in Ericeira und endet in Venda do Pinheiro.

## Größere Städte an der Autobahn
- Ericeira
- Mafra
- Venda do Pinheiro